# Pumuky
Pumuky es un proyecto musical fundado en 2003 por Jaír Ramírez, en Icod de los Vinos, Tenerife (Islas Canarias, España). Con múltiples cambios en su formación desde su origen, hoy completa la banda su hermano Noé, Mariano Gracia y Albert Morales.  
El nombre de la formación hace referencia a un personaje animado infantil popularizado por una serie de televisión alemana, y a una canción de El niño gusano.
El 28 de febrero de 2025 publican "No sueltes lo efímero" (KEROXEN 2025), su 5º álbum de estudio.
Su paso anterior había sido el EP Castillo Interior (KEROXEN 2020). Este trabajo fue seleccionado por la prestigiosa plataforma Bandcamp en "New & Notable", sección donde destacan estrenos a nivel internacional, con la siguiente reseña: "In intricately sculpted songs that are utterly hypnotizing, the Ramírez brothers explore the border of dreams & reality". Realidades aumentadas, primer sencillo de "Castillo Interior", también fue elegido por REMEZCLA, destacado medio musical estadounidense, como uno de los estrenos destacados de la temporada. "Castillo Interior" tuvo una versión remixed con remezclas de los artistas Xiu Xiu, Dntel (Jimmy Tamborello de The Postal Service), David Cordero, Somos La Herencia y El Hijo, que aparecían en la cara B de su edición en vinilo.
Entre ambos trabajos se publica un single titulado Metahackeo (KEROXEN 2022) en colaboración con Elinor Almenara del grupo VVV [Trippin'you], con portada de Ignacio López de Margarita Quebrada, no incluido en ninguna otra referencia discográfica.    

## Historia
Su primera demo homónima fue elegida Mejor maqueta del año 2003 en el referéndum anual del programa radiofónico Disco Grande (Radio 3, Radio Nacional de España), certamen que ha dado a conocer a bandas independientes como Los Planetas o Mercromina. Esta maqueta incluía la canción "Dummies in love", primer tema emblema de la banda e incluida posteriormente en su primer disco, y una versión de la canción "Qué nos va a pasar" del grupo donostiarra La buena vida.
En años anteriores al inicio de Pumuky, Jaír había movido en radios independientes y circuitos alternativos una serie de grabaciones caseras bajo el pseudónimo de Alex Kid en el País de las Tormentas que permanecen inéditas.
El primer concierto de Pumuky se celebró el 14 de noviembre de 2003 en La Orotava (Tenerife), enmarcado en la segunda edición del Festival OCA, compartiendo cartel con un joven Patrick Wolf que daba su primer concierto en España.
A principios de 2006 llega su debut discográfico con De viaje al país de las tormentas, publicado por el sello Federación de Universos Pop y licenciado con Elefant Records. Un tratado de pop oscuro y filosofía Lo-fi, con textos sencillos pero altamente emotivos, grabado solo por Jaír de forma artesanal en su casa. En 2007 fichan por el sello gallego-belga Lejos Discos. Entran por primera vez a un estudio de grabación con Pedro Cantudo (Jubilee, Limousine) en su Sequentialee (Andújar, Jaén), y salen con un EP de 5 canciones titulado Los exploradores perdidos, que es elegido por la revista Rockdelux como tercer mejor EP del año. Esta grabación incluía la canción "El eléctrico romance de Lev Termen y la Diva del Éter", inspirada en el romance entre Léon Theremin, inventor del Theremín, y Clara Rockmore. La revista Go-mag la incluyó en su lista de mejores canciones nacionales de 2007. Otras canciones destacadas de este EP serían "El farero de Ushuaia" o "C'est emocore", con fragmentos de Poesía fonética a cargo del dadaísta Raoul Hausmann.
El 15 de octubre de 2008 en el Auditorio de Barcelona participan en La leyenda de Los Planetas, un homenaje que se le hace a la banda granadina Los Planetas en el que participan bandas como Nacho Vegas o Lagartija Nick. Interpretan versiones de "David y Claudia" y "Que no sea Kang, por favor".
En 2008 fichan por Jabalina (uno de los sellos activos más longevos de la escena independiente española, con base en Madrid desde 1993 y casa de bandas como Klaus & Kinski o Parade), y en abril de 2009 publican su segundo larga duración, titulado El bosque en llamas, registrado en los Estudios Abrigueiro (Friol, Lugo) por Arturo Vaquero. Contiene canciones como "Si desaparezco" o "Los enamorados", cuyo videoclip, a cargo de Nacho Rodríguez y Gina Thorstensen, fue galardonado en el Musiclip festival de Barcelona con el 3º premio en la categoría "Mejor Videoclip de Animación". 'El bosque en llamas' fue incluido en multitud de referéndums de lo mejor del año 2009 en medios musicales especializados como Go-Mag, Rockdelux (7º mejor disco y 4ª mejor canción para sus lectores), Radio 3 o Club Fonograma.
El 20 de mayo de 2011 realizan su primer concierto fuera de España, en el Mix'art Myrys de la ciudad de Toulouse (Francia).
A principios de ese mismo año publican por primera vez en vinilo, con un EP de 4 canciones en formato 7" para Jabalina Love Songs, colección temática del "Club del Single" de Jabalina. Lo titularon Gara, Nira, Amarca..., con canciones inspiradas en leyendas de amor de los aborígenes canarios. Una de las canciones, titulada Gara, trata sobre la Leyenda de Gara y Jonay, una de las narraciones aborígenes más importantes de las Islas Canarias. Para esta canción grabaron un videoclip en directo y en plano secuencia en el mismo corazón del Parque nacional de Garajonay de la isla de La Gomera con músicos locales, donde también se puede escuchar el peculiar silbo gomero.
Estas canciones fueron la antesala a su tercer disco, titulado Plus ultra (Jabalina Música 2011). Su título, traducido del latín como "Más allá", hace referencia a un antiguo lema que se usó para animar a los navegantes a desafiar la advertencia sobre la última frontera que no era posible cruzar… el “non terrae plus ultra” (no existe tierra más allá) que advertía de los límites del mundo conocido.
Las ilustraciones que acompañan al disco, a cargo del artista Xavier Jalón, están influenciadas por la obra pictórica del pintor canario Néstor Martín-Fernández de la Torre, especialmente de su Poema del Atlántico. Se grabó en los estudios La Mina (Sevilla) por Raúl Pérez, estudio de referencia para la nueva hornada de bandas de la escena musical española. Su primer sencillo fue "Quinta da Regaleira", del que se realizó un videoclip a cargo de Nacho R. Piedra, miembro de la banda Migala, uno de los grupos de referencia declarados por Pumuky.
Con "Plus ultra" volvieron a recibir el beneplácito de público y prensa, colándose en más de media centena de referéndums de lo mejor del año 2011, a destacar las listas de Rockdelux, Go-Mag, Disco Grande de Radio 3, o el 1º puesto en la edición canaria de Mondosonoro.
En enero de 2013 publican Pumuky y el eterno femenino (Jabalina Música 2013), un vinilo 7" de color blanco translúcido que forma parte de 'Dedicatessen', la nueva colección temática del Club del Single de Jabalina. Tres canciones inspiradas en el "Chorus Mysticus" con el que concluye el Fausto de Goethe.
A principios de 2014 realizan una gira de 8 conciertos por México, participando en el Festival Nrmal, en sus sedes de D.F. y Monterrey, uno de los festivales más influyentes de Latinoamérica.
El 9 de marzo de 2015 se publica Justicia Poética, su 4º álbum de estudio, de nuevo con el sello Jabalina Música. Lo adelantó en primicia la revista Rockdelux en su web el 4 de marzo de 2015. El primer videoclip de "Justicia Poética" sería para Taniyama-Shimura, canción que abre este nuevo trabajo; luego llegaría el videoclip de La venganza de Rubik.
A principios de 2017 Pumuky ofrecen sus primeros conciertos en Perú y Chile. Ese mismo año se reedita Los exploradores perdidos, un EP publicado 10 años antes por Lejos Discos, en una edición, por primera vez en vinilo, a cargo de WeAreWolves Records.
Durante 2018 y 2019 Pumuky firmaron la sintonía del programa radiofónico Disco Grande (Radio 3), titulada Dummies in Love 2.
El 16 de octubre de 2020 publican un EP de 4 canciones titulado "Castillo Interior" (KEROXEN). Este EP tuvo una versión remixed con remezclas de los artistas Xiu Xiu, Dntel (Jimmy Tamborello de The Postal Service), David Cordero, Somos La Herencia y El Hijo.  
El 6 de mayo de 2022 publican un single titulado Metahackeo (KEROXEN) en colaboración con Elinor Almenara del grupo VVV [Trippin'you], con portada de Ignacio López de Margarita Quebrada.  
El 28 de febrero de 2025 publican "No sueltes lo efímero" (KEROXEN 2025), su 5º álbum de estudio.  
Pumuky han actuado en festivales como el Primavera Sound, NRMAL (México), BAM, South Pop, Keroxen, Let's Festival, Monkey Week, Sonorama, Deleste Festival, Spanish Rock Invasion (Alemania), Hyperreal (Perú), Paraíso Vacío (Perú), o WOMAD.  

## Discografía
- No sueltes lo efímero / LP (KEROXEN 2025)
- Metahackeo / SINGLE (KEROXEN 2022)
- Castillo Interior / EP (KEROXEN 2020)
- Los exploradores perdidos / EP·Reedición (WeAreWolves Records 2017)
- Justicia Poética / LP (Jabalina Música 2015)
- Pumuky y el eterno femenino / EP 7" (Jabalina Música 2013)
- Plus ultra / LP (Jabalina Música 2011)
- Gara, Nira, Amarca / EP 7” (Jabalina Música 2011)
- El bosque en llamas / LP (Jabalina Música 2009)
- Los exploradores perdidos / EP (Lejos Discos 2007)
- De viaje al país de las tormentas / LP (Discos FUP 2005)

Recopilatorios
- Radar Keroxen / VV AA (Keroxen 2020)
- De viaje por los planetas / VV AA (Ondas del Espacio 2014)
- Momentos 2011 vol. III Mejores Canciones Nacionales 2011 / VV AA (Rockdelux 2012)
- Plásticos y Etéreos / VV AA (Revista Plástica 2014)
- Úrsula, 10 años por amigos / VV AA (Foehn Records 2011)
- Go Series 75: 25 años de Depósito legal / VV AA (Go Mag 2010)
- Momentos 2009 vol. III Mejores Canciones Nacionales 2009 / VV AA (Rockdelux 2010)
- Go Series 67: Mejores Canciones Nacionales 2009 / VV AA (Go Mag 2010)
- ‘El 15 de jabalina...’ / VV AA (Rockdelux 2008)
- Juegos Olímpicos / VV AA (Jabalina Música 2008)
- Go Series 47: Mejores Canciones Nacionales 2007 / VV AA(Go Mag 2008)
- Extraños en el paraíso vol. II VV AA (Ruin Records 2009)

## Videoclips
- Pandroginia / Castillo Interior (KEROXEN 2020)
- Realidades aumentadas / Castillo Interior (KEROXEN 2020)
- La venganza de Rubik / Justicia Poética (Jabalina Música 2015)
- Taniyama-Shimura / Justicia Poética (Jabalina Música 2015)
- Gara / Plus ultra (Jabalina 2011)
- Quinta da Regaleira / Plus ultra (Jabalina 2011)
- Si desaparezco / El bosque en llamas (Jabalina Música 2009)
- Los enamorados / El bosque en llamas (Jabalina Música 2009)